# Taulant Xhaka
Taulant Ragip Xhaka (Bázel, 1991. március 28. –) albán válogatott labdarúgó.

## Pályafutása

### Klubcsapatokban

#### Basel
A bázeli ifjúsági csapatokban nevelkedett, és hivatalosan 2011-ben mutatkozott be az első csapatban. Ezután mindössze 15 alkalommal lépett pályára a bajnokságban, a nemzeti kupában és az európai kupában, így kölcsönbe került a Grasshopperhez.

#### Grasshopper
2012. január 18-án Grasshoppershez került, a következő szezon végéig. Itt folyamatosan játszott, és 2012–13-as szezonban megnyerték a svájci kupát, valamint 43 bajnoki és nemzetközi kupameccsel zárta a szezont majd visszatért Bázelbe.

#### Újra a Baselben
2013 júliusában visszatért Bázelbe, és ezúttal kezdőcsapatban játszott: a bajnokok ligájában és az Európa-ligában is, a 2013–14-es szezonban pedig megnyerték a svájci szuperligát.

### A válogatottban
A svájci U17-es válogatottal részt vett a 2008-as U17-es labdarúgó-Európa-bajnokságon. A svájci U20-as csapatban 2010. szeptember 6-án mutatkozott be Németország ellen a schaffhauseni Breite Stadionban. Első mérkőzését az U21-es csapatban 2011. október 7-én játszotta, amikor idegenben 1–0-ra legyőzték Grúziát.
2014 szeptemberében úgy döntött, hogy az albán válogatottban játszik. Az első nemzetközi mérkőzését Albánia színeiben 2014. szeptember 7-én játszotta Portugália ellen. A 2016-os labdarúgó-Európa-bajnokságon bekerült az albán keretbe. Első gólját a válogatottban 2018. szeptember 7-én az Izrael elleni Nemzetek Ligája mérkőzésen szerezte.

## Statisztika

### A válogatottban
| Válogatott | Év       | Mérk. | Gólok |
| ---------- | -------- | ----- | ----- |
| Albánia    | 2014     | 3     | 0     |
| Albánia    | 2015     | 7     | 0     |
| Albánia    | 2016     | 8     | 0     |
| Albánia    | 2017     | 2     | 0     |
| Albánia    | 2018     | 7     | 1     |
| Albánia    | 2019     | 4     | 0     |
| Összesen   | Összesen | 31    | 1     |

## Sikerei, díjai

### Klubcsapatokkal
Basel
- Svájci szuperliga (6): 2010–11, 2013–14, 2014–15, 2015–16, 2016–17, 2024–25
- Svájci kupa (2): 2016–17, 2018–19

Grasshopper
- Svájci kupa (1): 2012–13